# Wolter Gahn
Wolter Barclay Gahn, född 13 maj 1890 i Uppsala, död 15 augusti 1985 i Stockholm, var en svensk arkitekt. 

## Liv och verk

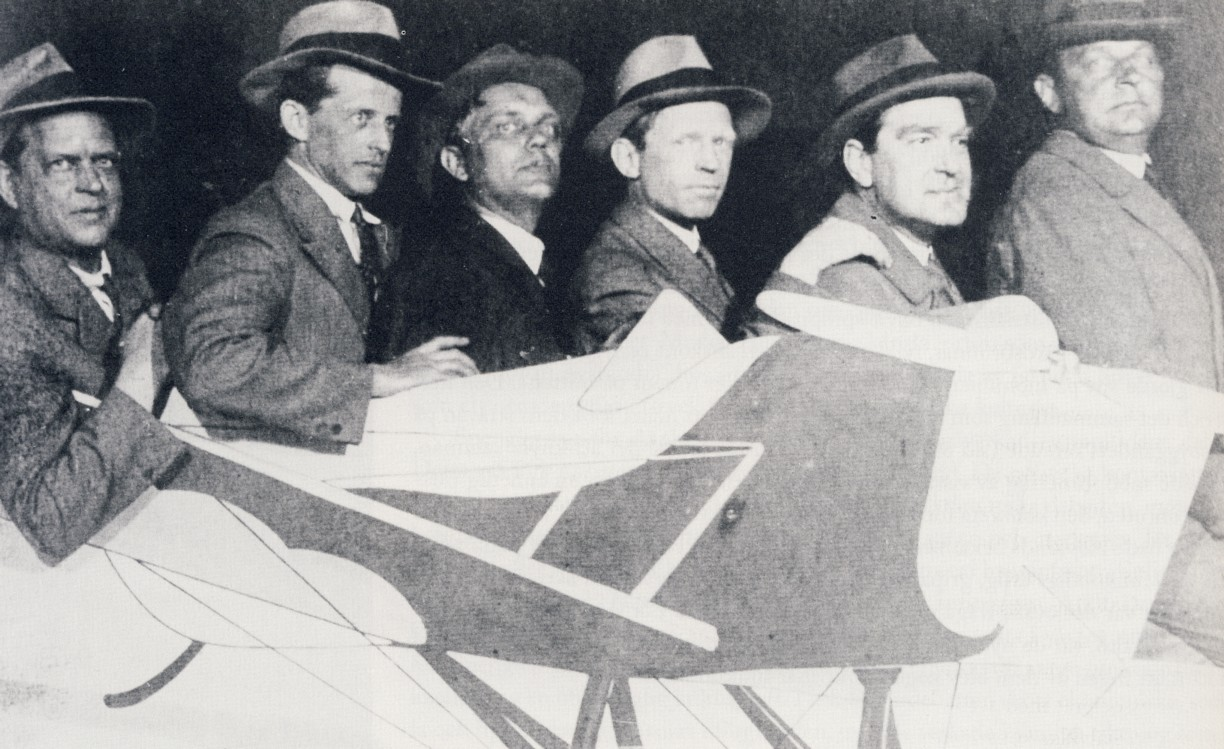
Författarna till debattboken "acceptera".
Från vänster: Sven Markelius, Uno Åhrén, Gunnar Asplund, Eskil Sundahl, Wolter Gahn och konsthistorikern Gregor Paulsson.

Gahn avlade studentexamen i Västerås 1909 och examen vid Tekniska Högskolans arkitekturskola 1917 samt genomgick Konstakademiens byggnadsskola 1919. Efter studieresor till Tyskland, Frankrike, Italien och Spanien 1919–1920, blev han assistent på professor Lallerstedts arkitektkontor 1921-1925, assistent i arkitektur vid Tekniska Högskolan 1921–1926 samt arkitekt vid Stockholms stadsplanekontor 1925–1929. Gahn blev arkitekt vid Kungliga Byggnadsstyrelsen 1922. Till hans något udda arbeten räknas huvudbyggnaden till Molnsättra gård i Järfälla kommun. Huset uppfördes 1929 efter Gahns ritningar och visar ett vitputsat trähus med säteritak i svenskt traditionellt herrgårdsstil.
Han var huvudredaktör för tidskriften "Byggmästaren" 1925–1928, konsulent vid Stockholmsutställningen 1930 och tillförordnad professor i arkitektur vid Konstakademiens byggnadsskola 1935–1938. Från 1929 till 1942 var Gahn ledamot av Stockholms skönhetsråd.
Efter att 1922 tillsammans med Gustaf Clason ha vunnit tävlingen om Kanslihuset i Stockholm (färdigt 1936) anammade Gahn med affärshuset Drottninggatan 14 i Stockholm (1928) funktionalismens former. Han deltog i Stockholmsutställningen 1930 och 1931 skrev han tillsammans med arkitekterna Gunnar Asplund, Uno Åhrén, Sven Markelius och Eskil Sundahl samt konsthistorikern Gregor Paulsson boken acceptera. Boken var funktionalismens upprop i Sverige där man krävde större, ljusare och bättre bostäder åt folket. Mest känt av hans följande verk är teater- och konserthuset i Karlskrona (1939). Gahn ritade också ett antal flerbostadshus för allmännyttan efter funktionalismens principer i Ronneby (1948-1950) som är representativa för den intensiva uppbyggnadsfas som Sverige stod inför efter andra världskrigets slut.

## Familj
Wolter Gahn var son till översten Erik Gahn och Anna Natalia Hernmarck, och sonson till uppfinnaren Henrik Gahn (1820-1874). Hans far var chef för Henrik Gahns Kemisktekniska fabrik i Uppsala.
Släkten Gahns ursprung är omtvistat; den äldsta säkerställda anfadern var Hans Gahn (d. 1670), borgare i Falun. Wolter Gahn gifte sig första gången 1920 med Greta Helena Ruuth (1890-1923) och andra gången 1925 med Elna Maria Ruuth (1893-1970).

## Bilder

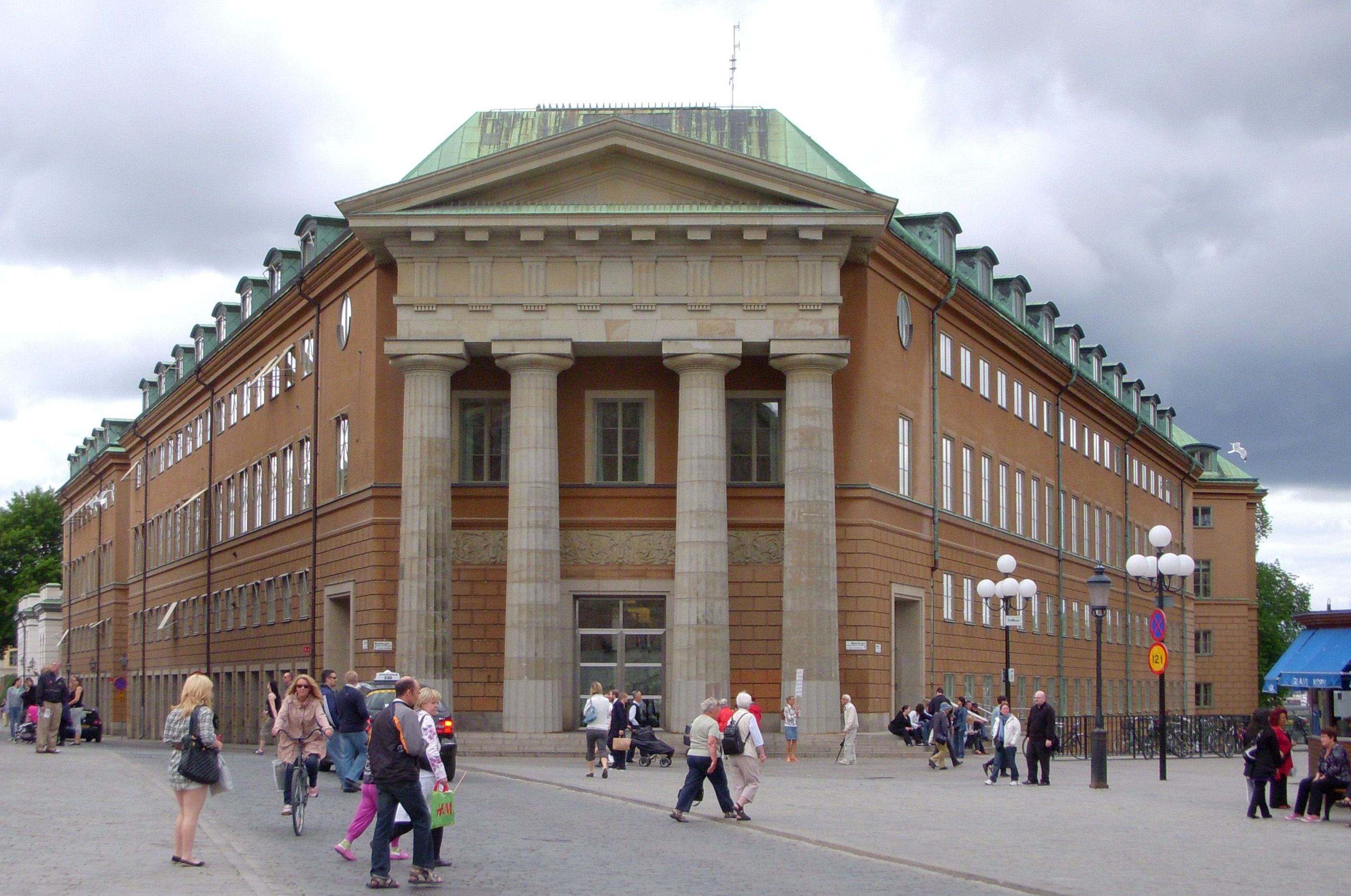
Kanslihuset
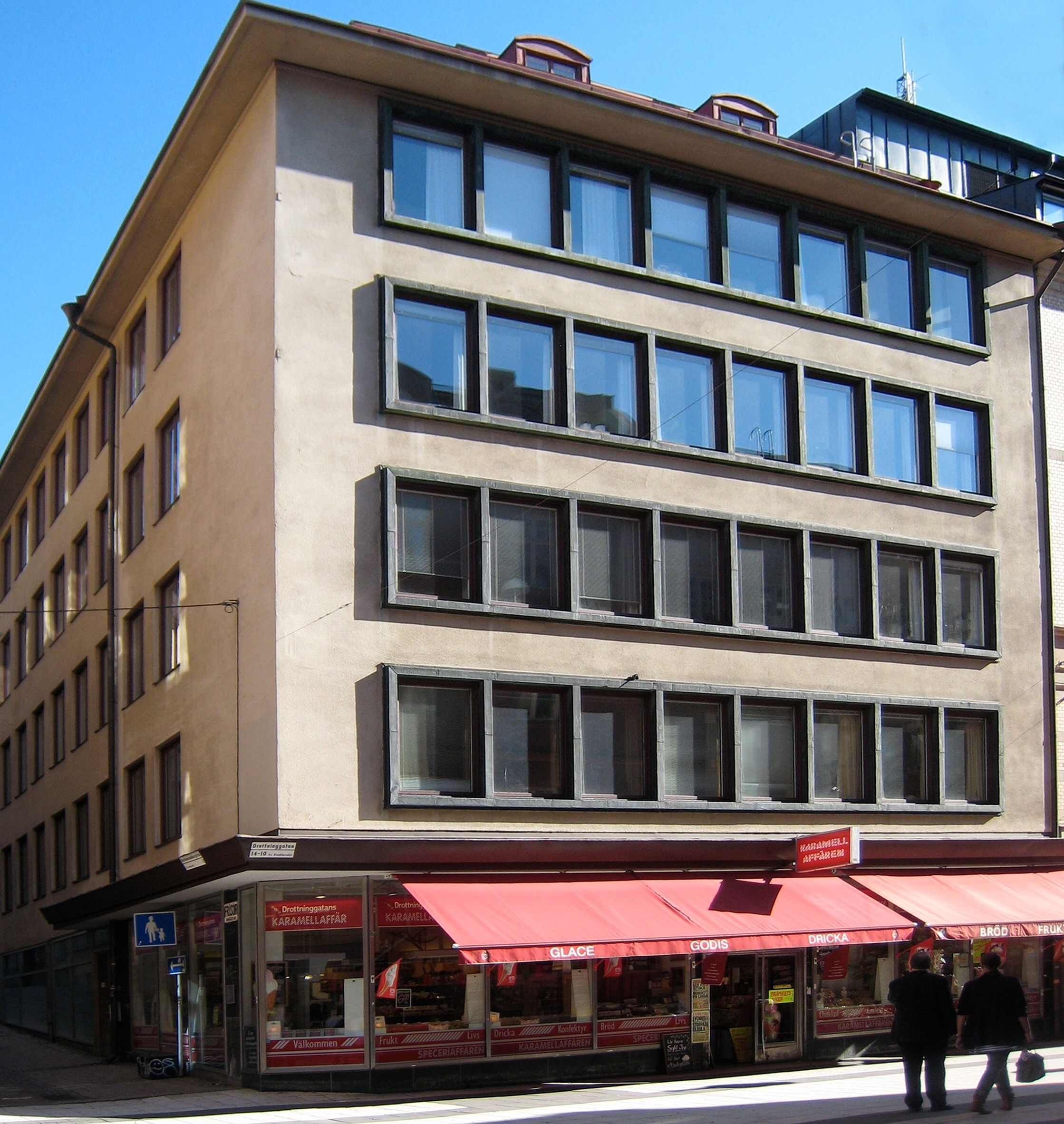
Drottninggatan 14, Stockholm
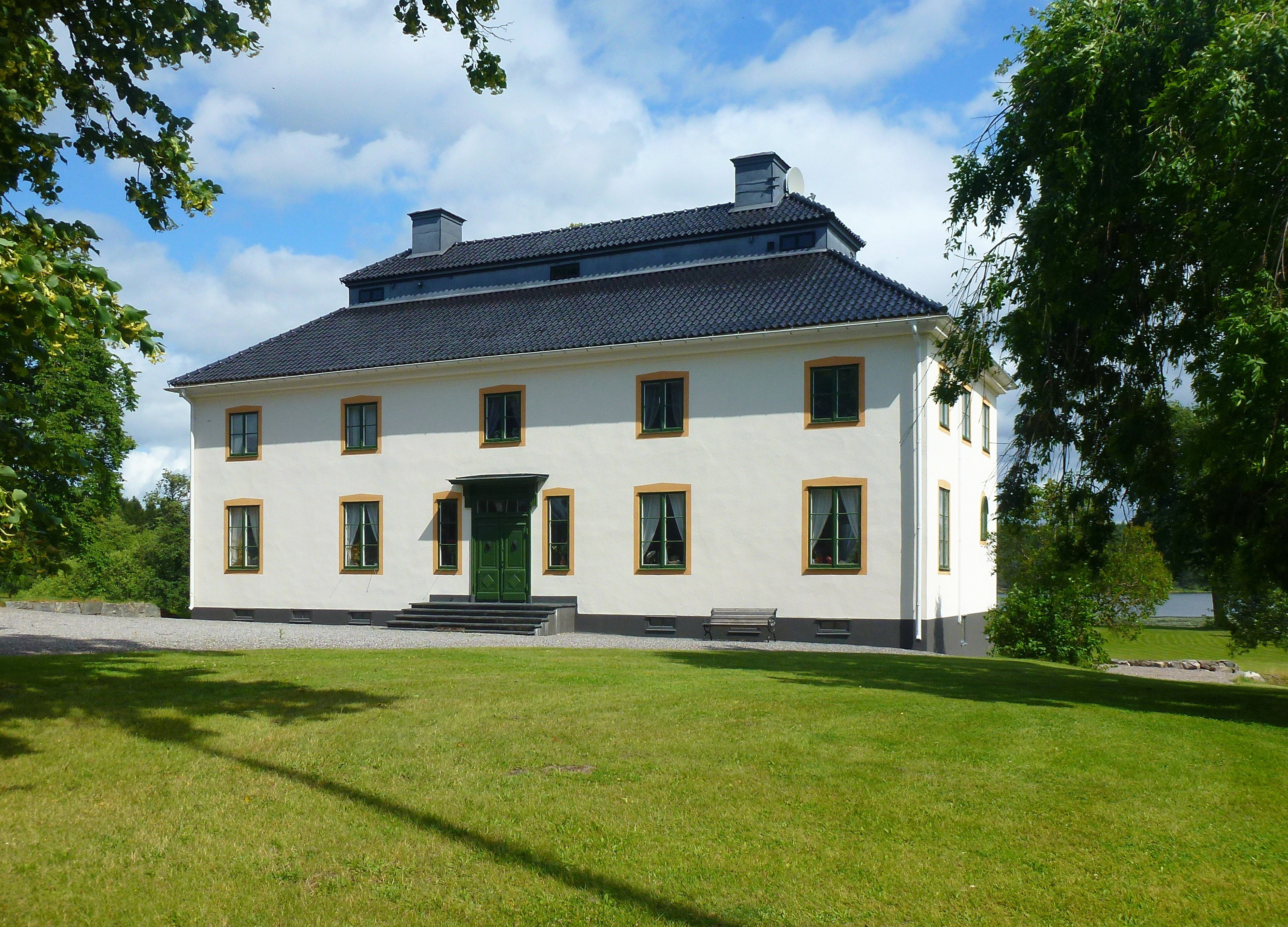
Molnsättra gård från 1929.
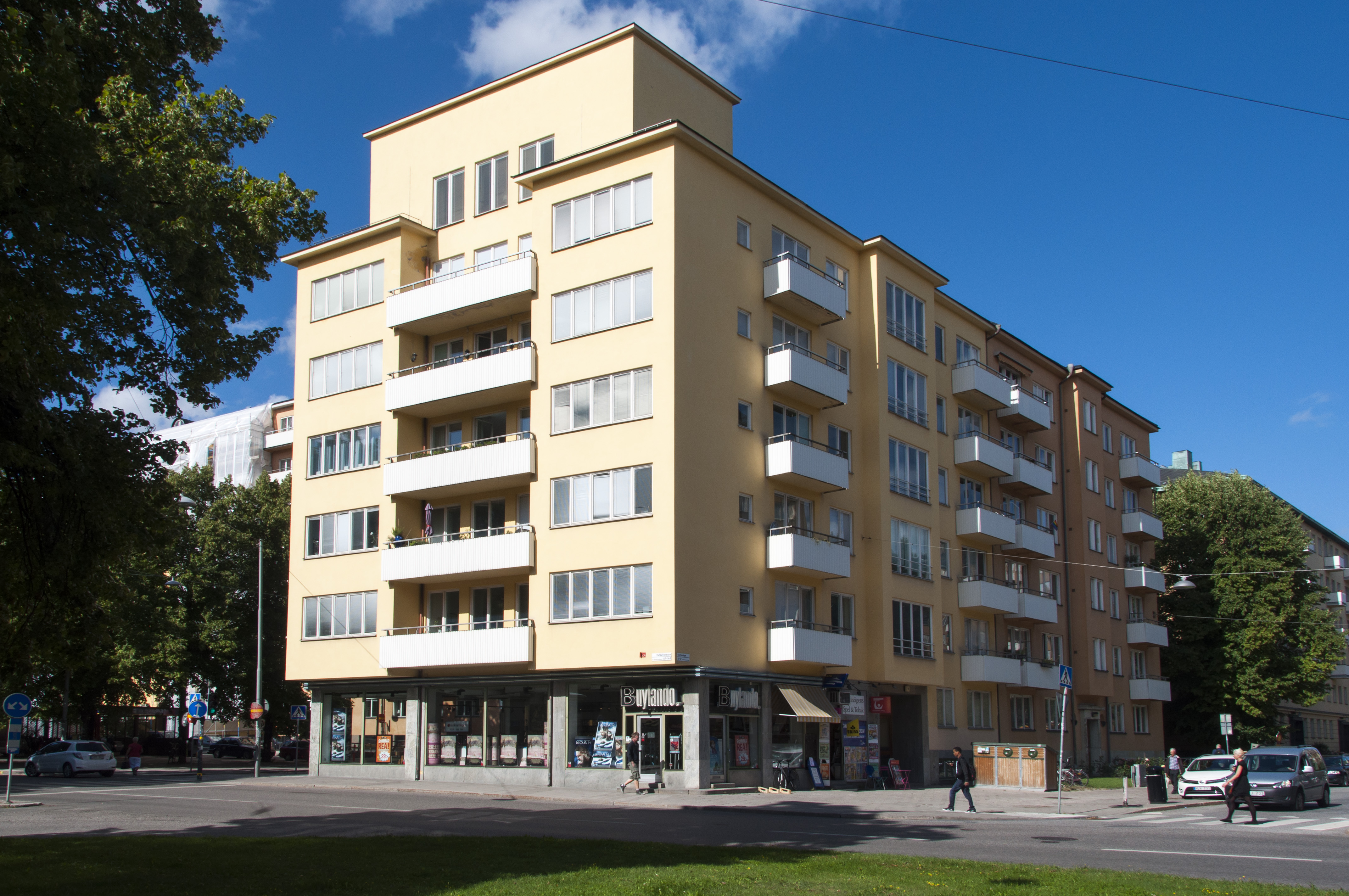
Demonstrationen 1, Stockholm
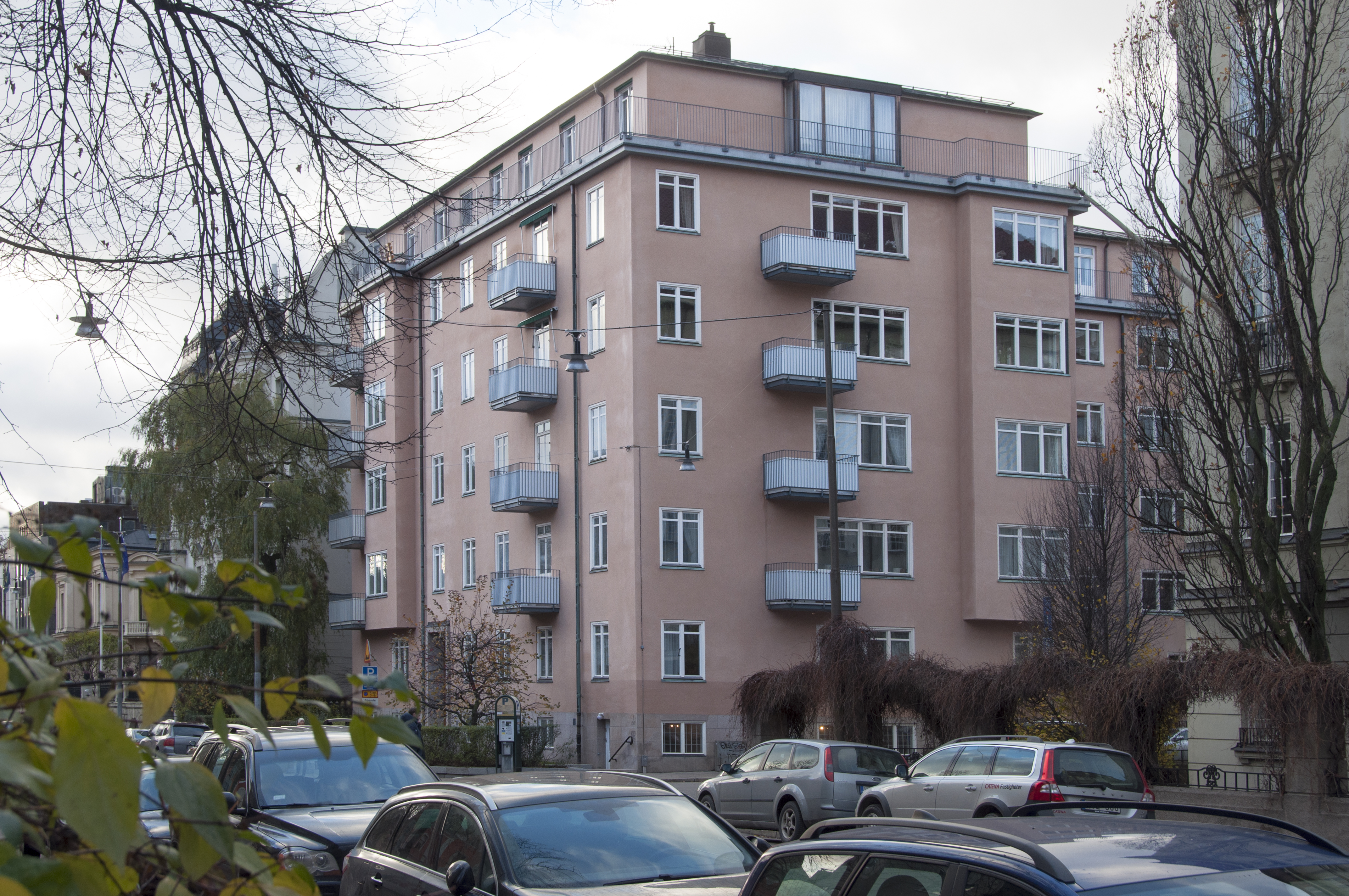
Eken 13, Stockholm